# 硒酸二甲酯
硒酸二甲酯是一种有机化合物，化学式为(CH3O)2SeO2。它可由硒酸银和碘甲烷在二氧化碳气氛中反应得到。它是不稳定的重质油状液体，受热发生爆炸。它在低温下可以和液氨反应，生成硒酰胺：
(CH3O)2SeO2 + 2 NH3 → SeO2(NH2)2 + 2 CH3OH
它和有机胺可以发生类似反应，生成硒酰胺的有机胺衍生物。它在低温下可以和三氧化硒反应，得到焦硒酸二甲酯：
(CH3O)2SeO2 + SeO3 → (CH3O)2Se2O5